# RN1 (Mali)
Die RN1 ist eine Fernstraße in Mali, die in Bamako an einem Kreisverkehr beginnt und über Kayes nach Diboli zur Straßenbrücke von Kidira über den Grenzfluss Falémé führt und in Senegal von der N 1 in Richtung Dakar fortgesetzt wird. In Kokani kreuzt sie sich mit der RN13 und in Dideni mit der RN4. Sie ist 708 Kilometer lang.